# Самуель Штюклер
Самуель Штюклер (нім. Samuel Stückler, нар. 14 лютого 2001, Лавантталь, Австрія) — австрійський футболіст, півзахисник клубу «Штурм».

## Ігрова кар'єра

### Клубна
Самуель Штюклер є вихованцем футбольної академії клубу «Штурм», до якої він приєднався у 2011 році. Штюклер виступає за дублюючий склад «Штурма». У травні 2021 року півзахисник зіграв першу гру в основі у турнірі австрійської Бундесліги. Пізніше - 4 грудня 2021 року футболіст підписав з клубом свій перший професійний контракт.

### Збірна
Самуель Штюклер виступав у складі юнацьких збірних Австрії.

## Титули і досягнення
- Володар Кубка Австрії (2):

«Штурм»: 2022-23, 2023-24
- Чемпіон Австрії (1):

«Штурм»: 2023-24